# Chthonerpeton arii
Chthonerpeton arii es una especie de anfibios gimnofiones de la familia Typhlonectidae.
Es endémica del noreste de Brasil, en los estados de Ceará y Bahía.
Sus hábitats naturales incluyen sabana, ríos, marismas de agua dulce, corrientes intermitentes de agua dulce, pastos, zonas de irrigación, tierras agrarias inundadas en algunas estaciones, canales y diques. Se halla a unos 250 m de altitud.